# Georges Philippar (Schiff)
Die Georges Philippar war ein 1932 in Dienst gestelltes Passagierschiff der französischen Reederei Messageries Maritimes, das für den Passagierverkehr von Frankreich in den Fernen Osten eingesetzt werden sollte. Sie und ihre beiden Schwesterschiffe waren die bis dahin größten Schiffe der Reederei. Auf der Rückreise von seiner Jungfernfahrt wurde der Luxusdampfer am 16. Mai 1932 vor Kap Guardafui im Golf von Aden durch ein mysteriöses Feuer zerstört, dessen Ursache bis heute nicht geklärt ist. 54 Menschen starben, alles Passagiere. Es wurden unter anderem Sabotage, Brandstiftung und ein Bombenattentat vermutet. Es handelt sich um das größte Unglück der Reederei in Friedenszeiten.

## Das Schiff
Das 17.359 BRT große Motorschiff Georges Philippar wurde von 1930 bis 1932 in der Werft Chantiers de l’Atlantique in Saint-Nazaire für die 1835 gegründete Schifffahrtsgesellschaft Messageries Maritimes gebaut. Die Reederei hatte ihren Sitz in Paris, der Heimathafen ihrer Schiffe war aber Marseille an der Côte d’Azur. Die Fertigstellung erfolgte im Januar 1932.
Sie war das zweite in einer Reihe von drei neuen Schwesterschiffen. Die beiden anderen waren die Felix Roussel (1931), die bis 1960 im Dienst war, und die Aramis (1932), die im Zweiten Weltkrieg von den Japanern beschlagnahmt und in einen Truppentransporter umgewandelt wurde (beide ebenfalls 17.359 BRT). Sie wurde nach einem ehemaligen Präsidenten der Messageries Maritime benannt. Die luxuriöse Inneneinrichtung des Schiffes war im Gegensatz zu den meisten anderen französischen Passagierschiffen seiner Zeit nicht Art déco, sondern sehr modern. Ihre beiden Schornsteine wurden nicht im klassischen Design gestaltet, sondern hatten einen rechteckigen Querschnitt. Dies setzte sich aber bei späteren Schiffen nicht durch.

## Die Jungfernfahrt
Am Dienstag, dem 23. Februar 1932 legte die Georges Philippar in Marseille unter Kapitän Auguste Vicq zu ihrer Jungfernfahrt nach Yokohama ab. Auf der Rückreise stoppte sie in Sàigòn, Shanghai und am 10. Mai in Colombo auf Sri Lanka. An Bord befanden sich 514 Passagiere und 253 Besatzungsmitglieder. Anschließend lief das Schiff in den Indischen Ozean aus. Nächstes Ziel sollte Dschibuti am Golf von Aden sein. Am Abend des 15. Mai fanden an Bord Feierlichkeiten anlässlich des Pfingstfestes statt. Am Montag, dem 16. Mai 1932, gegen 02.00 Uhr morgens sah die Passagierin Madame Valentin in der Luxuskabine 5 auf dem D-Deck Rauch aus einem elektrischen Stromwender aufsteigen. Sie alarmierte die Besatzung, woraufhin umgehend versucht wurde, das Feuer zu isolieren. Es wurden alle nötigen Schalter umgelegt, um die Stromleitungen in dem Bereich des Schiffs abzuschalten. Trotz der Bemühungen standen jedoch schnell die Leitungen in Flammen, bevor der betroffene Teil des Schiffs gesichert werden konnte. Zum Zeitpunkt der Entdeckung des Feuers schliefen fast alle Passagiere an Bord, die meisten trugen daher Schlafanzüge und Nachtgewänder, als sie an Deck kamen. Das Schiff befand sich zu diesem Zeitpunkt fünf Meilen vor Kap Guardafui am Eingang zum Golf von Aden.
Kapitän Vicq gab den Befehl, die Georges Philippar in Windrichtung zu drehen und die Maschinen zu stoppen. Die Rettungsboote wurden beladen und zu Wasser gelassen, wobei die Boote im mittleren Bereich des Bootsdecks konstant mit Feuerlöschern vor den Flammen beschützt werden mussten. Die Situation auf dem D-Deck wurde währenddessen immer schlimmer, da die Feuerbekämpfungsgeräte gegen die Flammen nichts ausrichten konnten. Als dann der Befehl erging, die feuerfesten Türen zu schließen, wurden zahlreiche Passagiere in ihren Kabinen oder den Korridoren eingeschlossen und konnten nicht mehr entkommen. Viele erstickten unter Deck im dicken Rauch.
Das SOS-Signal konnte fünf bis sechs Mal gesendet werden, bevor die Funkanlage und die Notgeneratoren auf dem Oberdeck Feuer fingen und keine weiteren Notrufe mehr abgesetzt werden konnten. Die Notrufe wurden von den britischen Frachtschiffen Contractor der Harrison Line und Mahsud der Brocklebank Line und dem 8.228 BRT großen russischen Tanker Sovetskaïa Neft empfangen, die sich auf den Weg zum Unglücksort machten und zwischen 5 und 8 Uhr eintrafen, um gemeinsam die Überlebenden aufzunehmen. Allein die Sovetskaïa Neft rettete 420 Menschen, die auf das französische Passagierschiff André Lebon transferiert und nach Dschibuti gebracht wurden. Andere Überlebende wurden in Aden an Land gesetzt.
Gegen 08.00 Uhr morgens inspizierte Kapitän Vicq alle noch zugänglichen Kabinen der Ersten und Zweiten Klasse und verließ die brennende Georges Philippar erst, nachdem er sich davon überzeugt hatte, dass niemand mehr an Bord war. Er war der letzte, der das Schiff verließ. Trotz schwerer Verbrennungen im Gesicht und an den Beinen ließ er das Boot, in dem er sich befand, weiter nach Überlebenden suchen. Im Verlauf des Tages driftete der manövrierunfähige ausgebrannte Luxusdampfer mit Schlagseite etwa 45 Meilen nordwärts in der Strömung. In der Nacht vom 19. auf den 20. Mai ging die Georges Philippar schließlich vor der arabischen Küste unter. In dem Feuer kamen 54 Personen ums Leben, allesamt Passagiere, darunter der anerkannte französische Journalist und Autor Albert Londres.
Kapitän Vicq sagte später aus, dass etwa eine Woche vor dem Feuer der Feueralarm völlig grundlos ansprang. Etwa eine halbe Stunde vor dem Feuer am 16. Mai sei dies erneut geschehen. In beiden Fällen war völlig unklar, wie und durch wen der Alarm ausgelöst worden war. Es konnte zudem nie eindeutig geklärt werden, was den Brand an Bord der Georges Philippar verursacht hatte. Ein Verbrechen wird nicht ausgeschlossen; es wurde unter anderem über Brandstiftung und sogar einen Bombenanschlag von Terroristen oder Rebellen spekuliert.

## Sonstiges
Das überlebende Ehepaar Alfred und Suzanne Lang-Willar sollte am 25. Mai mit einem Flugzeug von Brindisi nach Marseille geflogen werden, doch die Maschine stürzte am Monti Ernici in der Nähe der Stadt Veroli ab. Das Ehepaar und beide Piloten, Marcel Goulette und Lucien Moreau, starben.